# ستيفن الرابع ملك المجر
إستفان/إسطفان الرابع (المجرية: IV. István؛ الكرواتية : Stjepan IV؛ السلوفاكية : Štefan IV؛ 1133- 11 أبريل 1165)؛ كان ملك المجر وكرواتيا، صعد إلى العرش بين 1163 و1165، عندما اغتصب تاج ابن شقيقه إسطفان الثالث الذي نافس في الحكم، كان إسطفان الابن الثالث لـ بيلا الثاني ملك المجر وهيلانة الصربية، عندما فشلت مؤامراته ضد شقيقه غيزا الثاني تم نفيه من المجر في صيف عام 1157، ولجأ أولاً إلى الإمبراطورية الرومانية المقدسة، ولكنه لم يتلق أي دعم من الإمبراطور فريدرش بربروسا، بعد ذلك بوقت قصير انتقل إلى الإمبراطورية البيزنطية بحيث تزوج من ماريا كومنين ابنة شقيق الإمبراطور مانويل الأول كومنينوس وحفيدة عمته إيرين، وتحول إلى الكنيسة الأرثوذكسية الشرقية.
بعد وفاة شقيقه غيزا الثاني في 31 مايو 1162 حاول الإمبراطور مانويل مساعدته ضد ابن أخيه الذي حمل الاسم نفسه إسطفان الثالث في الاستيلاء على التاج، على الرغم من أن اللوردات المجريين كانوا على استعداد لترك ملكهم الشاب إلا أنهم أصروا على انتخاب شقيقه الأكبر لازلو الثاني ملكًا، ومع ذلك منح شقيقه أراضي الدوقية التي تضم ثلث المملكة إليه واعتبره وريثاً له، بحيث توفي في 14 يناير 1163 بعد ستة أشهر من تتويجه، وبذلك خلفه إسطفان، رفض لوكاس رئيس أساقفة ازترغوم الذي ظل مؤيدًا قويًا للشاب إسطفان الثالث تتويجه وقام بحرمانه كنسياً، ظل إسطفان الرابع غير محبوب بين اللوردات المجريين، بسبب أنه كان دمية للبيزنطيين، مما مكن ابن شقيقه من حشد جيش في بريسبورغ، وتم مواجهة بينهم في المعركة الحاسمة التي دارت بالقرب من سيكشفهيرفار في 19 يونيو 1163، بحيث هزم إسطفان الشاب عمه وأسره، ولكن سرعان ما أطلق سراحه بناءً على نصيحة رئيس الأساقفة لوكاس.
حاول إسطفان استعادة تاجه بمساعدة مانويل الأول وفريدرش بربروسا، لكن كلاهما تخلوا عنه، واستقر في منطقة سيرميوم بحيث استحوذ عليها البيزنطيين من المجريين، وتوفي بسبب تسمم من قبل أنصار ابن شقيقه أثناء حصار زيموني (زيمون الآن في صربيا)، وبذلك أصبح إسطفان الثالث ملك المجر بلا منازع على الرغم من أنه استمر في حربه ضد البيزنطيين حتى هزيمته القاسية في 1167 ووافق على استقر أخيه ألكسيوس بيلا في القسطنطينية وإدارة أملاكه من قبل البيزنطيين.